# Túmulos Imperiais das Dinastias Ming e Qing
Os Túmulos Imperiais das Dinastias Ming e Qing é um conjunto de vários túmulos inscritos na lista de Património Mundial da Unesco. Estes túmulos datam das dinastias Ming e Qing.
Em 2000 fora inscritos na lista de Património Mundial da Unesco o Túmulo de Xianling (Zhongxiang), os Túmulos Orientais da Dinastia Qing (Zunhua) e os Túmulos Ocidentais da Dinastia Qing (Baoding). Em 2003 foram inscritos os Túmulos Ming (Pequim), o Túmulo de Xiaoling (Nanjing), o Túmulo de Chang Yuchun (Nanjing), o Túmulo de Qiu Cheng (Nanjing), o Túmulo de Wu Liang (Nanjing), o Túmulo de Wu Zhen (Nanjing), o Túmulo de Xu Da (Nanjing) e o Túmulo de Li Wenzhong (Nanjing). Em 2004 foram inscritos o Túmulo de Yongling da Dinastia Qing (Fushun), o Túmulo de Fuling da Dinastia Qing (Shenyang) e  Túmulo de Zhaoling da Dinastia Qing (Shenyang).

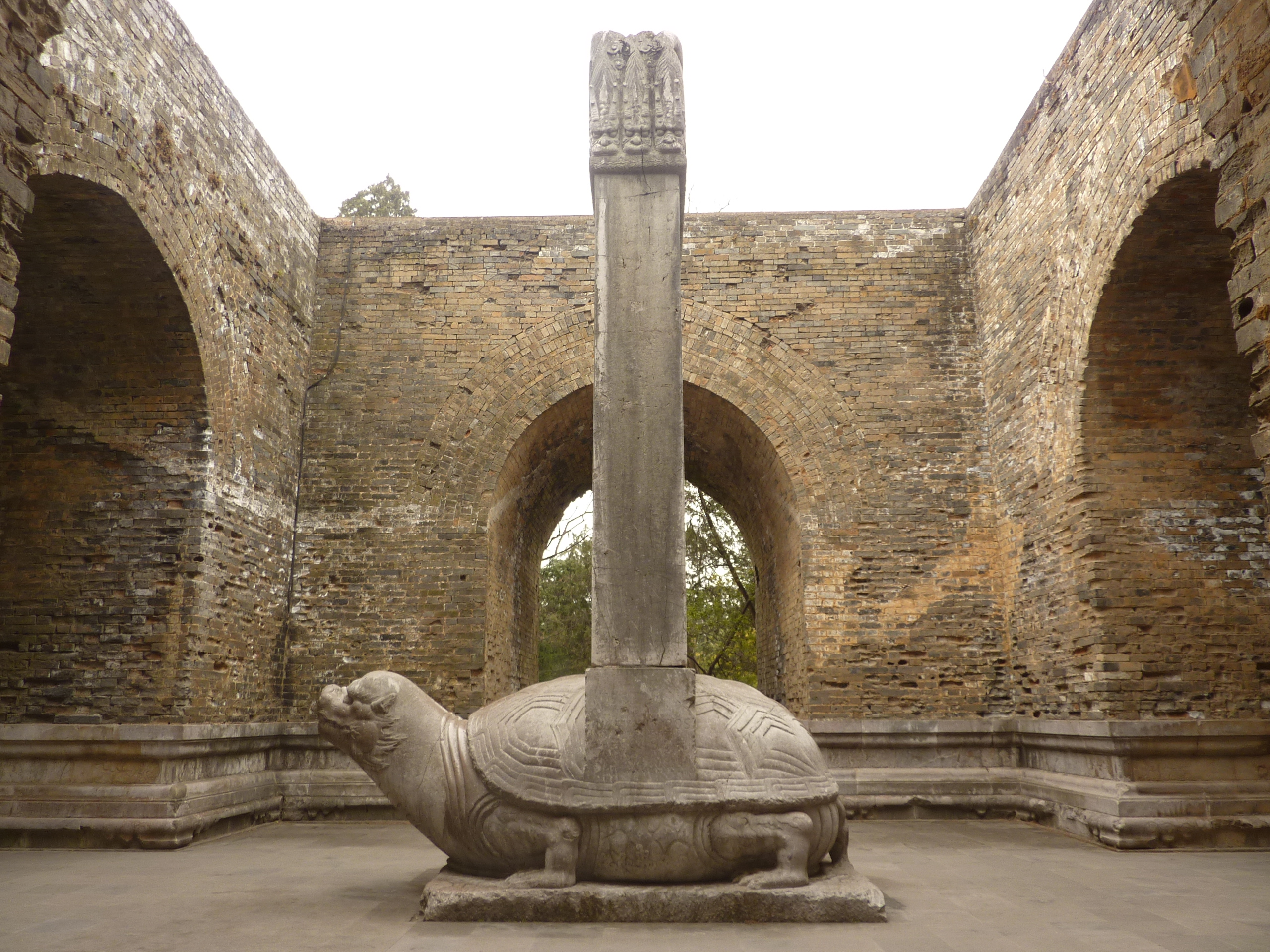
A tartaruga memorial do imperador Hongwu, con la Estela dos Méritos Divinos e Virtudes Santos (Shengong Shengde Bei), no seu Pavilhão Quadrado (Sifangcheng) no Túmulo Xiaoling
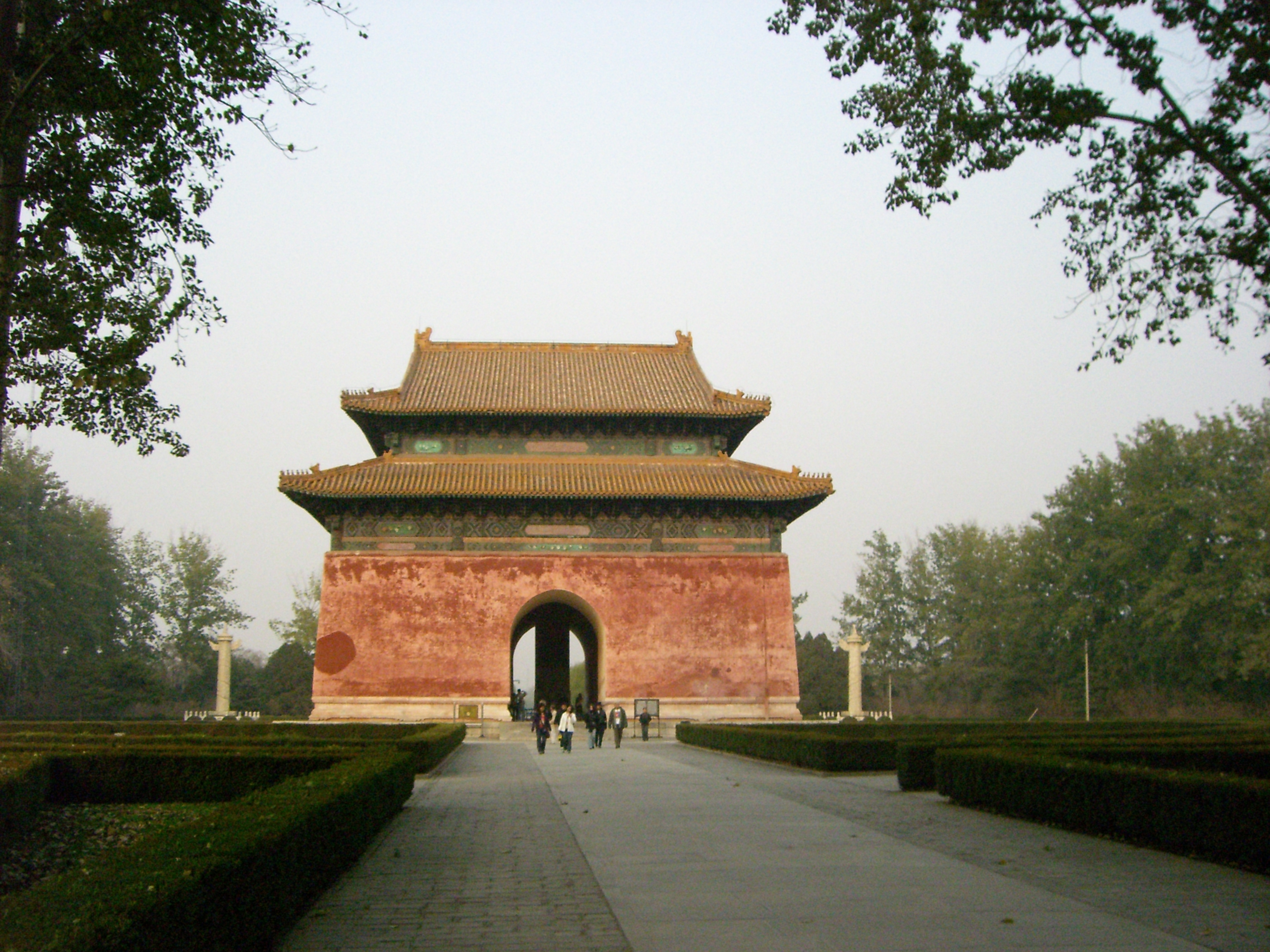
O pavilhão da tartaruga memorial dos imperadores Ming nos 13 Túmulos Ming de Pequim
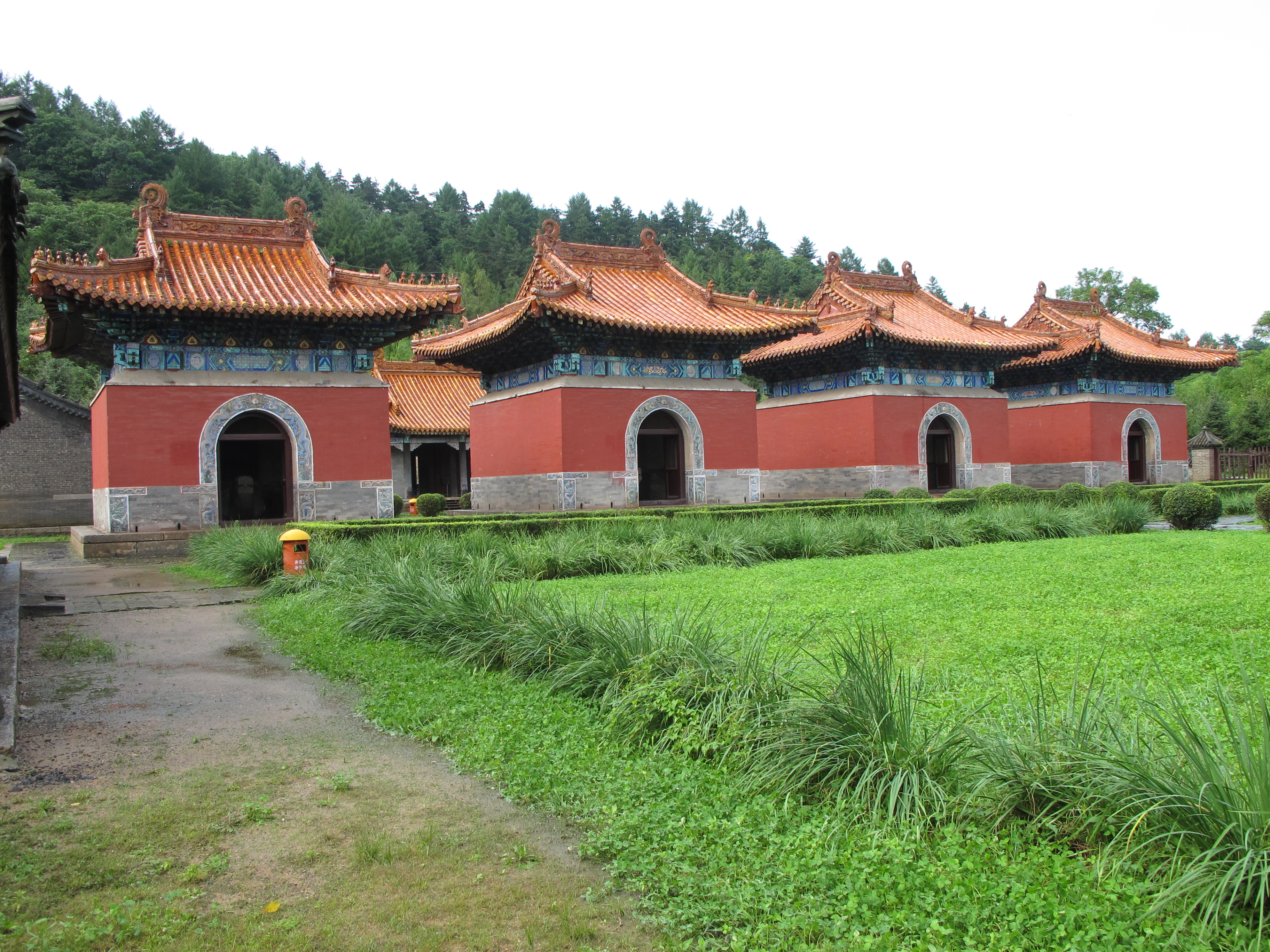
Os pavilhão das tartarugas memoriais dos imperadoros primeiros do Qing, no Túmulo Yongling